# Брайні-Брізес (Флорида)
Брайні-Брізес (англ. Briny Breezes) — місто (англ. town) в США, в окрузі Палм-Біч штату Флорида. Населення — 502 особи (2020).

## Географія
Брайні-Брізес розташоване за координатами 26°30′32″ пн. ш. 80°3′8″ зх. д. / 26.50889° пн. ш. 80.05222° зх. д. (26.508902, -80.052246).  За даними Бюро перепису населення США в 2010 році місто мало площу 0,29 км², з яких 0,18 км² — суходіл та 0,11 км² — водойми.

## Демографія
Згідно з переписом 2010 року, у місті мешкала 601 особа в 372 домогосподарствах у складі 199 родин. Густота населення становила 2104 особи/км².  Було 800 помешкань (2801/км²).
Расовий склад населення:
| - 99,7 % — білих - 0,3 % — чорних або афроамериканців |

До двох чи більше рас належало 0,0 %. Частка іспаномовних становила 0,8 % від усіх жителів.
За віковим діапазоном населення розподілялося таким чином: 1,7 % — особи молодші 18 років, 22,8 % — особи у віці 18—64 років, 75,5 % — особи у віці 65 років та старші. Медіана віку мешканця становила 73,6 року. На 100 осіб жіночої статі у місті припадало 83,2 чоловіків;  на 100 жінок у віці від 18 років та старших — 81,8 чоловіків також старших 18 років.
Середній дохід на одне домашнє господарство  становив 76 623 долари США (медіана — 38 274), а середній дохід на одну сім'ю — 88 497 доларів (медіана — 60 000). Медіана доходів становила 35 625 доларів для чоловіків та 35 833 долари для жінок. За межею бідності перебувало 8,0 % осіб, у тому числі 59,1 % дітей у віці до 18 років та 4,7 % осіб у віці 65 років та старших.
Цивільне працевлаштоване населення становило 181 особа. Основні галузі зайнятості: освіта, охорона здоров'я та соціальна допомога — 22,7 %, мистецтво, розваги та відпочинок — 15,5 %, науковці, спеціалісти, менеджери — 10,5 %, будівництво — 10,5 %.